# Russell N. DeJong
Russell N. DeJong (ur. 1907, zm. 1990) – amerykański lekarz, neurolog. Przewodniczący American Neurological Association i American Epilepsy Society. Autor i współautor około 200 książek, w tym wielokrotnie wznawianego podręcznika badania neurologicznego (The Neurologic Examination, pierwsze wydanie 1950). Autor A History of American Neurology (1982). Absolwent University of Michigan Medical School.